# Paranthrene karli
Paranthrene karli is een vlinder uit de familie wespvlinders (Sesiidae), onderfamilie Sesiinae.
Paranthrene karli is voor het eerst wetenschappelijk beschreven door Eichlin in 1989. De soort komt voor in het Neotropisch gebied.